# Baliosus limbiferus
Baliosus limbiferus es un coleóptero de la familia Chrysomelidae.
Fue descrita científicamente por primera vez en 1939 por Uhmann.